# کمال‌لی (لاچین)
کمال‌لی (ترکی آذربایجانی: Kamallı) یک منطقهٔ مسکونی در جمهوری آرتساخ است که در استان کاشاتاق واقع شده‌است.